# سوزان روجرز كوبر
سوزان روجرز كوبر (بالإنجليزية: Susan Rogers Cooper)‏ (1947)؛ روائية أمريكية.